# Ūawa River
Der Ūawa River ist ein Fluss in der Region Gisborne auf der Nordinsel von Neuseeland.

## Geographie
Der Ūawa River entsteht durch den Zusammenfluss Mangatokerau River mit dem Hikuwai River rund 8 km nordnordwestlich des Ortes Tolaga Bay. Von dort aus fließt der Fluss in einigen Windungen in Richtung Südsüdost, umfließt den Ort Tolaga Bay an seiner westlichen und südlichen Seite und mündet direkt an dem Ort nach insgesamt 18,5 km Flussverlauf in die Buch Tolaga Bay.
Einziger Nebenfluss des Ūawa River ist der Mangaheia River, der rund 1 km nordnordwestlich des Ortes Tolaga Bay auf den Ūawa River stößt.

## Überflutungen
Im Abschnitt des Hikuwai River und des Ūawa River gibt es bei extrem starken Regenfällen stets die Bedrohung durch Überschwemmungen. Der Hikuwai River kann dann von 1,5 m Normalwasserstand auf 10–12 m Höhe ansteigen. Der bisher dokumentierte höchste Pegel mit 14,37 m wurde durch den Zyklon Bola am 7. März 1988 verursacht. Schon ab 11 m tritt ein stufenweiser Evakuierungsplan in Kraft.